# غسيل دماغ
غسيل الدماغ (بالإنجليزية: Brainwashing)‏ يقصد به تحويل الفرد عن اتجاهاته وقيمه وأنماطه السلوكية وقناعاته، وتبنيه لقيم أخرى جديدة تفرض عليه من قبل جهة ما سواء كانت فرداً أو مجموعة أو مؤسسة أو دولة. ويندرج مصطلح غسل الدماغ تحت مسميات مختلفة تحمل المفهوم نفسه مثل: إعادة التقويم، وبناء الأفكار، والتحويل والتحرير المذهبي الفكري، والإقناع الخفي، والتلقين المذهبي، وتغيير الاتجاهات.

## التسميات
وصف الصينيون القدماء هذه العملية باسم تنظيف المخ أو إعادة بناء الأفكار. كما أن البعثات التبشيرية استخدمت هذا الأسلوب على نطاق واسع، وأطلقت عليه غسل الدماغ الجماهيري.
في العصر الحديث نشر الصحفي الأمريكي إدوارد هنتر في صحيفة أخبار ميامي في سبتمبر 1950 مقالاً بعنوان غسيل الدماغ، على إثر الحرب الكورية والتحول الملاحظ في طريقة تفكير الجنود الأمريكيين الذين وقعوا أسرى لدى الصين، وكان ذلك أول استخدام لهذا المصطلح. وقد عبّر هنتر عن العملية بأنها: «المحاولات المخططة، أو الأساليب السياسية المتبعة من قبل الشيوعيين، لإقناع غير الشيوعيين، بالإيمان والتسليم بمبادئهم وتعاليمهم». وكان هنتر قد ترجم المصلح عن الكلمة الصينية هسي نو (xǐ năo) التي تحمل نفس المعنى، والمستخدمة للتعبير عن النظرية الصينية إصلاح الفكر، أو إعادة التشكيل الأيديولوجي، في مجال سزو هسينج كاى تساو، أي برنامج التثقيف السياسي، الذي يقوم أساساً على أن كل الناس الذين لم يثقفوا في المجتمع الشيوعي لا بد أن يكون لديهم اتجاهات ومعتقدات برجوازية، وعليه يجب إعادة تثقيفهم قبل أن يحتلوا مكانة في المجتمع الشيوعي.
استخدم عالم النفس الهولندي جوست ميرلو مصطلح قتل العقل (باللاتينية: Menticide) للتعبير عن عملية غسيل الدماغ، مشيراً إلى أن العملية توجد خضوعاً لا إرادياً وتجعل الناس تحت سيطرة نظام لا تفكيري.

## آلية غسيل الدماغ
تنفذ هذه العملية غالباً بمرحلتين متداخلتين هما:
- المرحلة الأولى (الاعتراف): وهو الإعلان والاعتراف بما ارتكب من أخطاء في الماضي. ويمكن تحقيق هذه المرحلة بالإجراءات الآتية: عزل الفرد اجتماعياً، الضغط الجسدي، التهديد وأعمال العنف، السيطرة الكاملة على كيان الفرد، الضياع والشك، تثبيت الجرم، الاعتذار والإكرام للفرد، مرحلة الاعتراف النهائي.
- المرحلة الثانية (إعادة التعليم والتثقيف): وتدور هذه المرحلة حول إعادة بناء فكر الفرد في الصورة الجديدة التي يراد له أن يكون عليها. وفي هذه المرحلة يحدث تغيير في مفهوم الذات لدى الفرد، ويتم محو الأفكار غير المطابقة لأفكار القائم بعملية الغسل، ثم تقدم أفكار ومعايير سلوكية وأدوار اجتماعية جديدة.[1][4]

## أساليب غسيل الدماغ
تختلف الأساليب المتبعة في الغسيل الدماغي تبعا للظروف وللجماعة التي تكون هدفا للبحث، ولكن الأصول الأساسية واحدة متماثلة في كل الحالات فهي تهدف إلى السيطرة على جميع الظروف المحيطة بالحياة الاجتماعية والجسمانية للفرد أو للجماعات، لإثبات أن الأفكار الفردية غير صحيحة ويجب أن تتغير، كما تهدف إلى تنمية الطاعة والإخلاص لعقيدة معينة.
لسيطرة على بيئة الشخص الاجتماعية تبذل كل محاولة لتحطيم ولائه لأي فرد أو جماعة خارجة، ويصحب هذا أن يوضح للشخص أن اتجاهاته وطوابع تفكيره غير صحيحة ويجب تغييرها، كما يجب أن يعطى ولائه الكامل لعقيدة معينة ويخضع لها دون تردد. وعلى سبيل المثال استخدمت الأساليب التالية في السجون السياسية المختلفة:

### العزل
بمجرد القبض على الشخص يعزل عن العالم الخارجي عزلاً تاماً، ويبدأ سجانوه بتلقينه معلومات يريدون له معرفتها عن الوضع القائم وأسرته وأصدقائه. اُستخدمت هذه الوسيلة تاريخياً أيام محاكم التفتيش، كما استخدمها النازيون مع أسراهم في معسكرات الاعتقال.
يتم الزج بالفرد في زنزانة ذات أسوار حديدية بعيدة عن معارفه القدامى وعن مصادر المعلومات وصور الحياة العادية، ويترك هناك لفترة زمنية دون استجوابه، إضافة إلى أن أصدقاءه ومقربيه عادة لا تواتيهم الجرأة ليسألوا عن مكانه أو يشيروا إلى أنهم على معرفة به خشية التعرض للاعتقال والإستجواب، كما يتم إيهامه بأن بلاده لم تعد ترفع صوتاً واحداً من أجله وان محبيه وأصدقاءه تخلوا عنه. ويساهم كل ذلك في عزله فيصبح عرضة للتعليقات والتحذيرات المفزعة، ويشعر بأنه أصبح وحيداً في عالمه ولا يوجد بجواره من يستطيع أن يعاونه في محنته. بعد فترة زمنية معينة، يبدأ الإستجواب في وقت يكون فيه الأسير قد وصل إلى حالة من اليأس والضعف، نتيجة القلق والتفكير الطويل وما يصاحبه من ضغط فسيولوجي، بحيث يصبح عقله ضعيفاً غير قادر على إتخاذ القرارات، ويسهل انقياده إلى الايحاءات التي تقدم اليه بواسطة الإجبار أو الحيلة.
ويصف ادوارد هنتر أسلوب العزل بقوله: «لايهم ان يكون الرجال الذين قابلتهم قدا جاءوا من دولة في أوروبا أو من الصين الحمراء فقد أخبرهم غاسلو أدمغتهم بأن بلادهم وكنيستهم وأصدقاءهم تخلوا عنهم وخانوهم/ وبذلك يداخلهم الشعور بأنهم اصبحوا وحيدين».

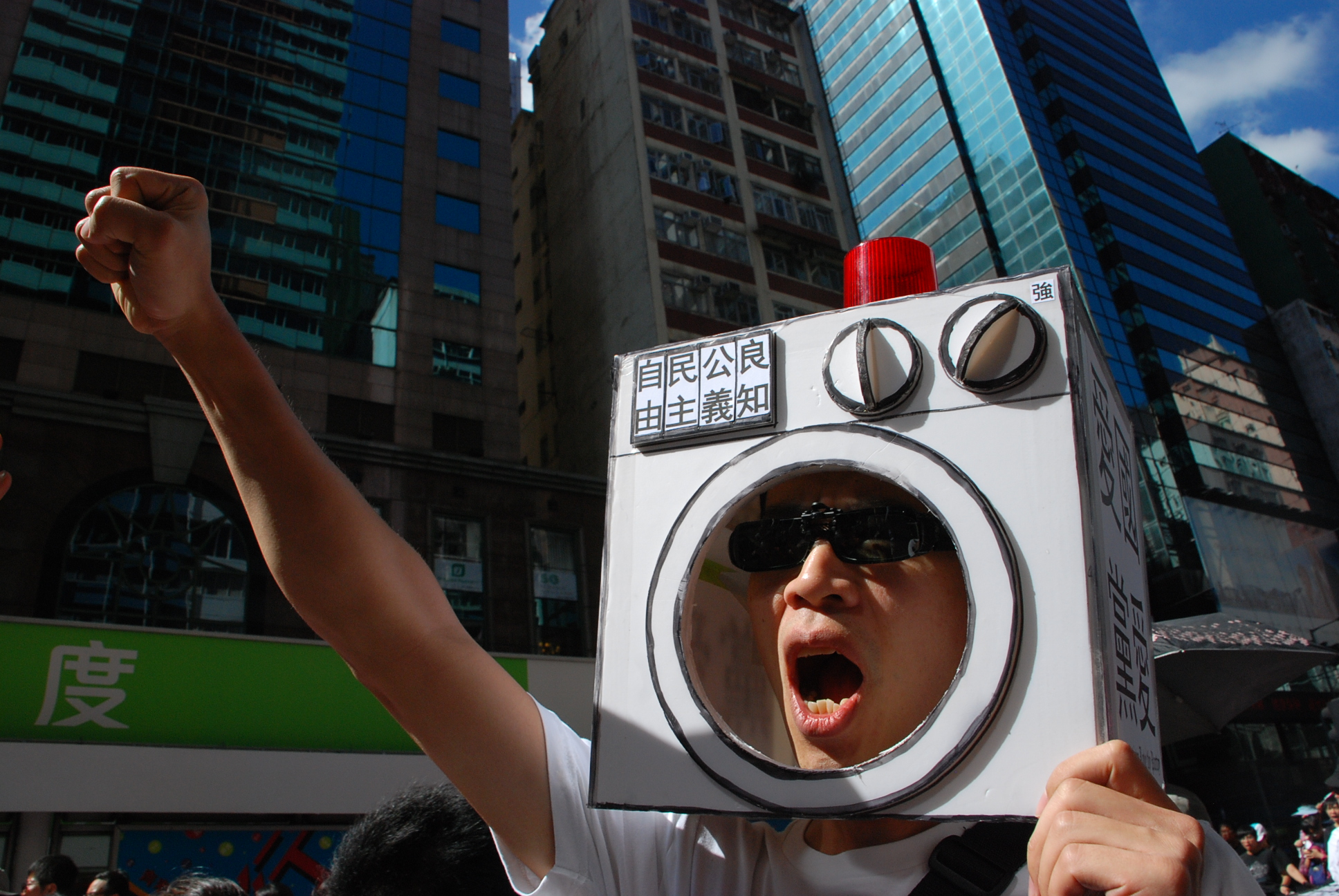
تظاهرة في هونغ كونغ عام 2012 ضد أساليب غسيل الدماغ المستخدمة في منهاج التعليم الوطني والأخلاقي

### الضغط الجسدي
يحدث الضغط الجسدي من خلال عدة وسائل كالتجويع والحرمان من النوم، ووضع القيود بشكل دائم في يديه ورجليه، واستخدام العقاقير المخدرة، ووضع السجين في العراء في طقس شديد البرودة لساعات طويلة. كل هذه الأعمال أو بعضها تصل بالسجين إلى درجة من الاعياء والانهيار بحيث تؤثر تأثيراً مباشراً على عقل السجين الذي يصبح أكثر استعداداً للتنازل عن معتقداتهِ وقيمه، وأكثر استجابة للإيحاء ولتنفيذ ما يطلب منه.
يلعب الجوع دوراً أساسياً في عملية غسيل الدماغ، كون الإنسان بحاجة إلى ضروريات بيولوجية معينة لاستمرار حياته، منها الغذاء اللازم لبناء خلايا الجسم وتجديدها، فيحتاج الجسم إلى نسبة معينة من المواد العضوية والفيتامينات التي تمكنه من تأدية وظيفته. وقد استخدم التجويع بهذا المعنى كعنصر من عناصر عملية غسيل الدماغ، إذ كان يعطى للسجين ما يكفيه من أطعمة تمكنه من البقاء على قيد الحياة، وليس بالكمية التي يتطلبها الجسم لجعل ذهنه يؤدي وظائفه بدرجة كافية. وكانت الأطعمة التي تقدم له تعدل بين فترة وأخرى لتحقيق الهدف المطلوب، إذ كانت نسب الطعام توضع تبعاً لصفات المقاومة التي يتصف بها الفرد فكلما ازدادت مقاومته تعمد المستجوبون تجويعه. دفع الجوع الإنسان بالتنازل عن معتقداته وقيمه، وخاصة إذ عاون ذلك ظروف مضنية أخرى.
ولا يقل الإجهاد تأثيراً على الإنسان عن الجوع، بل قد يزيده إذ أن الجسم يحتاج يومياً لعدد معين من الساعات للراحة والنوم. قد يحتمل بعض الناس قلة النوم لفترة معينة، إلا أن الاستمرار في ذلك من شأنه أن يقضي على صفاء الذهن، ويسبب للشخص المستهدف اضطراب عقلي وفقدان للإحساس قد يقوده إلى الجنون والانتحار. ويصبح الفرد الذي عانى الحرمان أكثر قابلية لتقبل الإيحاء وأكثر إستعداداً لتنفيذ تعليمات الذين يطلبون منه أن يسلك سلوكاً معيناً، كما يقل احتمال مقاومته لمطلب أي انسان من ذوي السلطة. ويستغل المستجوبون في السجون السياسية هذا كله مهيئين بيئة يصبح فيها النوم شبه مستحيل إذ يوقظون الفرد في ساعة غير عادية أو يجبره على الإستيقاظ كلما نام، ويكون الإيقاظ بأسلوب خشن، ثم يستجوب لفترة ويعاد ثانية لزنزانته، والهدف من هذا كله إجهاد المتهم أو الأسير حتى يصل في النهاية إلى درجة من الانهيار تمكن المستجوب من الإيحاء إليه بما يريد.

### التهديدات وأعمال العنف
يتخذ هذا الأسلوب شكلين متناقضين، فإما أن يكون مباشراً باستخدام العنف، كالضرب، والركل، وربط السجين بشدة إلى أسفل بحيث لا يستطيع التحرك ثم وضع حجر ثقيل فوقه وتركه لمدة طوية، إلى غير ذلك من الوسائل غير الإنسانية. وإما أن يكون التهديد والعنف بشكل غير مباشر فمثلاً قد يتحدث المستجوب مع السجين بلهجة هادئة بينما يجعله يكشف عن طريق شخص آخر أن صديقه الذي لم يتعاون قد ضرب أو أعدم. أو أن يعامل الفرد معاملة ودية ويتكرم المستجوب فيعطيه لفافة تبغ، وفي أثناء الحديث يسمع الفرد زميله في الغرفة المجاورة يصرخ من الألم لرفضه الإجابة عن نفس الاسئلة الموجهة إليه، أو عن طريق وضع عدد من الأسرى في زنزانة واحدة، وعند عودة أحد الزملاء وعليه آثار الكدمات، أو عند إعادة ملابسه في لفافة صغيرة، تكون هذه المشاهد كافية للآخرين كصورة من التهديد غير المباشر.
ومن الأساليب العنيفة التي استخدمت في الحرب العالمية الثانية، وضع الفرد في غرفة على شكل إناء كبير، ثم يوثّق داخل الإناء بحيث لا يستطيع التحرك، ويصب الماء بعد ذلك ببطئ داخل الإناء حتى يصل مستوى الماء إلى طرف أنفه، مما يجعله يصارع بشدة لابقاء رأسه خارج مستوى الماء. ومن هذه الأساليب أيضاً، تجريد أسير الحرب من ملابسه ووضعه في العراء في طقس درجة حرارته تحت الصفر، ثم إدلاء قدميه في حوض كبير ممتلئ بالماء سرعان ما يتجمد، أو وضع الأسير في أحد الأركان واستجوابه في أثناء تساقط قطرات من الماء فوق راسه كل دقيقة ويستمر ذلك لساعات كاملة.

### الإذلال والضغوط
تعتمد هذه الوسيلة على اتباع السجن لنظم تستوجب السجين على الخضوع التام مع الإذلال في أي نشاط يرغب بالقيام كتناول الطعام والنوم والاغتسال. كما ويمنع الأسير من القيام بأي عمل دون الحصول على إذن من الحارس، وأحياناً يلزم كذلك بشروط كاحناء الرأس وابقاء العينين موجهة إلى الأرض اثناء التحدث إلى الحراس. ضغوط اجتماعية أخرى قد تستخدم في السجون: الاستجواب لمدة زمنية طويلة، الإزعاج والمضايقة.

### الدروس الجماعية
استخدمت الدروس الجماعية اليومية في الصين حيث كانت تدرس العقيدة الجديدة بواسطة قراءات ومحاضرات تتبعها أسئلة ليثبت كل فرد استيعابه للدراسات التي يتلقاها، على أن يتبع هذا بمناقشات يُطلب فيها من كل فرد أن يوضح كيف يستنبط الأهداف من مقدمات الدراسات الشيوعية وكيف يمكنه أن يطبقها هو بالنسبة لنفسه. ويعتبر النقد المتبادل ونقد النفس جزءاً هاماً من المناقشات التي تجري بين افراد الجماعة.
في الجلسات التي كانت تقام في السجون، يمارس موظفو السجن والزملاء في الزنزانات ضغطاً مستمراً على السجين لجعله يعيد تقييم ماضيه من وجهة النظر الشيوعية، حتى يتحقق من إثمه ويعترف بجريمته. وتعرف الجرائم في هذه العملية بأنها أفعال أو أفكار تضر بصورة أو بأخرى بقضية الشيوعية. وعندما يدرك السجين جرمه وإثمه، أي عندما يتقبل التفسير الشيوعي للأعمال، ويقوم باعتراف مرضي مقبول ويوضح تغيير اتجاهه وتبدل وجة نظره يقدم للمحاكمة، فيحكم عليه، بعد إدانته بما اعترف به من جرم، حكماً ليناً نتيجة أنه قد تم تقويمه (أي غسل دماغه). ويستغرق التقويم من نصف سنة إلى أربع سنوات أو أكثر.

## الآثار الناجمة عن غسل الدماغ
- هبوط القدرة الفكرية: الإنهاك الجسدي والضغوط النفسية التي يواجهها السجين، بالإضافة إلى النوم المتقطع، التوتر، والفزع، تؤدي كلها إلى تشويش فكري وعدم مقدرة على التركيز في التفكير، أو بمعنى أدق فقدان القدرة على التفكير بشكل جيد كالآخرين.
- عدم القدرة على التلاؤم والتكيف: نتيجة لوضع الأسر والعزلة التامة للسجين وانقطاعه عن العالم الخارجي، فإن بعض الأسرى لا يستطيعون التلاؤم والتكيف مع هذا الوضع وبالتالي يعانون من نتائج فكرية وعاطفية خطيرة وسيئة كما يسهم الإرباك اللاحق للعزل الطويل في عملية تليين الأسير وتطويعه.
- الشعور بالذنب: تكرار أفعال الأسير عليه بشكل مستمر بالإضافة إلى إجباره على مراجعة حياته الماضية وتبرير أفعاله الشخصية والسياسية من شأنه أن يثير لدى الأسير بعض الشعور بالذنب.
- تدمير الذات: تؤدي عملية الإذلال والتحقير التي يخضع لها الفرد إلى التقليل من تقديره لذاته self esteem، وتبدو هذه العملية أكثر تحطيماً للنفس كلما كان للشخص أهمية أو جاه أو سلطة من قبل وهو يقارن بين ضعفه وعجزه، وسطوة وقوة مستجوبيه وسجانيه فعملية الإذلال والتحقير التي يخضع لها الأسير تؤدي إلى التقليل من شأن نفسه وتتحطم ذاته.
- السلوك المشروط: تصبح معظم سلوكيات الفرد في المستقبل مشروطة بمثيرات خارجية وليست داخلية، بمعنى أن الأحداث الخارجية هي التي تحرك سلوكه وليست الأفكار والمعتقدات التي يحملها، وذلك نتيجة الخضوع لأسلوب الثواب والعقاب في تحديد الاستجابة المرغوبة من الغير مرغوبة أثناء فترة السجن.
- آثار أخرى: الشعور الدائم بالخوف المرضي والشك والحيرة وعدم الثقة بالآخرين، والمعاناة من الوساوس المتسلطة والأفعال القهرية، وفقدان خاصية التركيز والتفكير بطريقة متماسكة، والعجز عن التوجيه زمانياً ومكانياً، وهذيان اضطهادي، وإحساس بالازدواجية وبفقدان الأعضاء، واضطرابات قلبية ونفسية وفقدان التوازن الحركي وارتجاف وتقلصات في العضلات كما يحدث في أثناء الصدمة الكهربائية، وصعوبة في الاستغراق في النوم، واضطرابات هضمية.[1][2]

## العوامل التي تؤثر في تعديل اتجاهات الأفراد

### العوامل النفسية
هناك مجموعة من العوامل النفسية التي تؤثر في قبول الفرد أو عدم قبوله بتغيير اتجاهاته وأفكاره، منها: القابلية للإيحاء، وتحمل الإحباط، والانتماء الاجتماعي، والإيمان بالعقيدة.

### قوة الإتجاه والعقيدة
أحد العوامل المؤثرة في مدى قابلية الشخص للتعرض لغسيل الدماغ هو مدى قوة إيمانه بأفكاره، فقد صنف علماء النفس العقائد والإتجاهات الفكرية في أربعة مستويات وفق عمق الإتجاه ومدى قابليته للتغير، وهي:
- المستوى البسيط: يقتصر على آراء عابرة وضحلة يصرّح بها الفرد في مناسبة معينة، وقد يؤمن بها أو لا يؤمن. كأن يتخذ موقفاً خاصاً إتخذه أحد زملاءه.
- المستوى المتكرر: عندما يكرر الرأي لمدة طويلة وفي فترات متفاوتة، كأن يصر الشخص على انتقاد زميله في موقف إتخذه مثلاً، ويصبح هذا المستوى من الإتجاه بمقام رأي خاص.
- المستوى المتوسط (المتجانس): عندما يتخذ الرأي مواقف متجانسة، كأن يكرر إدعاء معين في مناسبات متعددة. هذا المستوى من التفكير والاتجاه يدل على وحدة وتجانس عام ومتكرر.
- المستوى العميق: وهو الذي يتخذ صورة عقيدة متممة لشخصية الفرد الاجتماعية ويكون إتجاهاً صلباً لا تؤثر فيه الدعاية أو غسيل الدماغ.

يمكن التأثير على الإتجاهات من المستويات الثلاثة الأولى (البسيط، المتكرر، المتوسط)، بينما يصعب التأثير على الإتجاه من المستوى العميق.

## العلاج النفسي
يُلاحظ مما سبق أن عملية غسل الدماغ تسعى إلى تجريد الفرد قسرياً من أفكاره واتجاهاته وقيمه لتضع محلها أفكار جديدة تخدم الطرف القائم بعملية الغسل، في حين أن العلاج النفسي قائم على تعديل اتجاهات الفرد وأفكاره وسلوكياته بالاتجاه الإيجابي من أجل التوافق مع متطلبات الحياة ومن خلال رغبة الفرد نفسه. فجميع المدارس العلاجية ركزت على هذا الأمر في أثناء تعاملها مع الشخص المضطرب بهدف مساعدته على النمو والتطور النفسي والاجتماعي. وهنا يمكن القول إن عملية غسل الدماغ والعلاج النفسي وجهان لعملة واحدة وهي تغيير أفكار الفرد وقيمه وسلوكياته.

## الوقاية
إن حماية أفراد المجتمع من الوقوع في براثن الأفكار المسمومة التي تحاول أن تعدل أو تغير من قناعات الأفراد واتجاهاتهم من القضايا الشخصية والاجتماعية والوطنية يتطلب وقفة شجاعة وحازمة من أفراد المجتمع ومؤسساته المختلفة كافة، كالمؤسسات التعليمية والثقافية والإعلامية التي تسعى إلى تسليحهم بالعلم والثقافة من أجل المحافظة على قيمهم، وأهدافهم التي يسعون إلى تحقيقها، وهذه الأمور تعتمد على الإعلام الوطني الصادق الذي يحمي الأفراد من الوقوع في فخ غسل الأدمغة من خلال تنوير أفراد المجتمع بالمحاولات التي تسعى إليها الدول المعادية لتغيير أفكار الأفراد وقيمهم في المجتمع. إضافة إلى ذلك لابد من اطلاع أفراد المجتمع على الآليات والأساليب الخاصة بعملية غسل الدماغ حتى لايقعوا ضحيتها في المستقبل.

## لمحة تاريخية
هو أسلوب قديم استخدمه المصريون القدماء وطور عبر التاريخ ولكن أشهر من استخدمه هم الصينيون الشيوعيون في عام 1950 عندما كان الصينيون يطبقون برنامج يسمى الإصلاح الفكري الشيوعي الصيني، حيث اعتقد الصينيون أن الأفراد الذين لم يتعلموا في مجتمع شيوعي لديهم أفكار برجوازية ويجب إعادة تعليمهم قبل أن يأخذوا مكانهم في المجتمع.
وقد اقترن اسم البروفيسور إيفان بافلوف، أستاذ علم وظائف الأعضاء الروسي بعملية غسيل المخ، نتيجة تجاربه المتقدمة على غرائز الحيوانات وسلوكها، وقد ركز بافلوف في أبحاثه عن «نظام الإشارات» وهو ما يقصد به الحس الغريزي الموجه الذي يصل مباشرة بين الحواس، وبين العقل. وانتهت المرحلة الحاسمة من أبحاثه بتجارب على الحيوان والإنسان لاثبات نظريته «الفعل الشرطي المنعكس» (بالإنجليزية: Conditional Reflex)‏ وتعني القيام بسلوك معين نتيجة لمؤثرات خارجية، مثل سيل اللعاب عند رؤية الطعام، أو عند حدوث أي أثر مقترن بالطعام. كما توصل بافلوف إلى أنه بتغيير بيئة الإنسان يمكن تغيير طبيعته الذاتية. والواقع أن أبحاث بافلوف كانت هي المشاعل التي أنارت الطريق أمام الشيوعيين للتوسع في عملية «غسيل المخ».
إن أسلوب استخلاص الاعترافات كان معروفاً في التحقيقات البابوية التي جرت في القرن الثالث عشر الميلادي، ثم فيما بعد وبخاصة داخل مجالات تحقيق البوليس السري الروسي أيام القيصرية، وفي وسائل تنظيم سجون الإصلاح، ومستشفيات الأمراض العقلية وغيرها من المؤسسات التي أقيمت لإحداث التغييرات العقائدية عند الأفراد، كما استخدمت أساليبها في الطوائف الدينية المختلفة، وفي جماعات الصفوة السياسية، وفي المجتمعات البدائية عند تكريس الأعضاء الجدد. ولكن الشيوعيين جاءوا بمنهجهم في ضوء أكثر شمولاً وتنظيماً، كما أنهم استخدموا فيه مجموعة من الأساليب الفنية السيكلوجية المترابطة.

### غسيل الدماغ في الحرب الكورية
تعتبر الحرب الكورية (1950-1953) من أشهر الحروب التي أستعمل فيها غسيل الدماغ، حيث قد وقع الكثير من الجنود الأمريكيون في أسر الشيوعيين الصينيين، وقام هؤلاء الجنود بالأعتراف بأنهم اعتنقوا الشيوعية ولقد فسرت هذه الاعترافات بأنها كانت نتيجة وقوعهم تحت تأثير غسيل الدماغ، وتقول دائرة المعارف الأمريكية ان التقنيات التي استخدمت في غسيل الدماغ اختلفت من جماعة إلى أخرى ولكن الاتجاه الأساسي كان واحدا فقد كان التحكم في البيئة الاجتماعية والبدنية للضحية كافِِ لتدمير أي فكر معاد للشيوعية وأستبداله بالإيمان بالفكر الشيوعي، أما التقنية التي أستعملت ضد الأسرى فكانت:
- حجب الأسرى بعيدا عن البيئة الحرة حتى لا يستطيعوا معرفة أي معلومات عما يحدث حولهم.
- التعرض لضغوط جسدية مثل الحرمان من الطعام والنوم والتصفيد في أغلال كعقاب على عدم التعاون.
- خلق مناخ يوحي أن الحرية تعتمد فقط على الاتجاه الناجح نحو التغيير تجاه الأفكار التي يفرضها السجانون.
- الضغوط نفسية واجتماعية مثل التعرض لفترات طويلة من الاستجوابات، واستخدام الإهانة والسب لإضعاف المقاومة.
- حضور اجتماعات دراسية يومية لدراسة الفكر الشيوعي.

ولقد أورد الكاتب إدوارد هنتر رواية رجل أمريكي تعرض للأسر لدى الشيوعيين فقال ما يلي: «إن لعبة القط والفأر التي يلعبها الشيوعيون بعقل رجل ما وصفت بدقة بواسطة الكابتن (زاك دين) وهو من القوات الجوية الأمريكية، وكان قبل ذلك يعمل مهندسا للبترول في ولاية أوكلاهوما وعندما سألته عما حدث قال: أن الشيوعيون يضغطون عليك حتى نقطة الموت ثم ينقذونك ثم يعاودون الضغط عليك حتى ترى باب الموت، وعندما تكون على وشك دخوله فأنهم يشدوك بعيدا، ربما لا يصدق ما سأقصه عليك، ولكن بعد أن يكرروا ذلك الأسلوب عدة مرات فأنك تشعر بالعرفان لهم لإنقاذهم حياتك، وتنسى أنهم كانوا هم الأفراد الذين كانوا على وشك أن يقتلوك، وكل ما تحسه أنهم هو الذين أنقذوك وتكون مستعدا أن تفعل كل شيء يريدونه».

## الجدل حول المصطلح
يثير «غسيل الدماغ» جدلا كبيرا بين علماء النفس والأعصاب بين منظر له ومنكر لوجوده فالبعض يعتبره مفسرا لاعتناق البعض لديانة ما ويدرجه في خانة الظواهر الماورائية فيما تقف «الجمعية الأمريكية لعلم النفس» موقفاً محايدا يرفض الاعتراف بوجوده أو انكاره.
أيضاً، ربما يختلط بنا الأمر فنمزج بين عملية غسيل المخ، وبين عمليات التوجيه الديني والتعليمي والاجتماعي. فمثلاً قد يتسائل الكثير من أصحاب الحرف التربوية والاجتماعية عما إذا كانوا يمارسون في صميم عملهم نوعاً من غسيل المخ، المدرس قد يتسائل عن جوهر عمله التربوي، وأطباء العقول يسألون عن حقيقة تدريبهم للمرضى بواسطة العلاج النفسي، ورجال الدين يسألون أيضاً عن طبيعة وسائلهم الإصلاحية. وهنا يتصدى خصوم هذه الأوجه من النشاط لأصحابها فيزعمون بأن أعمالهم كلها ليست شيئاً آخر غير غسيل المخ.
وطبيعي أن غسيل المخ ليس هذا، ومعنى ذلك أنه إذا استخدم استخداماً مطلقاً يجعل المصطلح نقطة تجمع للخوف والامتعاض، ولتوجيه التهم جزافاً دون تقدير لأي مسئولية.
يرى البعض أن غسيل الدماغ المعروف في الحرب الكورية لم يكن سوى إشاعة روجت لها وكالة الاستخبارات المركزية الامريكية للتغطية على الأزمة التي كانت فيها أمام الجماهير إذ تحول 20 من أصل 4500 أسير حرب من الحلفاء إلى جانب الصين وكوريا الشمالية (وإن كانت نسبة ضئيلة) فروجت الاستخبارات لكتاب (غسيل الدماغ في الصين الحمراء) لإدوارد هنتر (Edward Hunter) يدّعي أن الشيوعيون قاموا بغسيل الدماغ لهؤلاء فتحولوا، ليس أنهم غيروا آراءهم أو خضعوا لمؤثرات نفسية طبيعية وكان ذلك جزءاً من شيطنة الطرف الآخر.
كثير من حالات غسيل الدماغ الناتج من الحرمان والتجويع والخوف والإهانة تُفسر في علم النفس ضمن نطاق متلازمة ستوكهولم ويُعد ذلك تكيفاً تطورياً للمستضعفين رغم ما يتعرضون له من أذى إذ يرغبون بالانضمام للمعتدي.